# Asesinato de João Pedro
El 18 de mayo de 2020, el adolescente negro brasileño João Pedro Mattos Pinto (23 de junio de 2005 - São Gonçalo, 18 de mayo de 2020) fue baleado y asesinado durante una operación policial en São Gonçalo, un municipio perteneciente a la Región Metropolitana de Río de Janeiro. El caso tuvo una amplia repercusión nacional, ya que la casa donde João Pedro se encontraba con otros cinco jóvenes fue blanco de más de 70 disparos. La diputada estadual Renata Souza, junto con el diputado federal Marcelo Freixo, denunció el caso ante la Organización de las Naciones Unidas (ONU) y la Organización de los Estados Americanos (OEA).

## Víctima
João Pedro Mattos Pinto (23 de junio de 2005 - São Gonçalo, 18 de mayo de 2020), fue un adolescente brasileño.João Pedro fue llevado a una base aérea en la zona sur de Río, pero llegó al lugar medio muerto, según los Bomberos. Los familiares que fueron impedidos de subir al helicóptero no recibieron ninguna información sobre el niño.

## Reacciones
La Anistía Internacional Brasil y Justicia Global, en colaboración con el Colectivo Papo Reto de comunicación comunitaria, con sede en el Complejo de Alemão, han publicado un comunicado conjunto condenando las operaciones policiales en el Alemão y en el Complexo do Salgueiro. En junio, el actor estadounidense Terry Crews envió un video expresando solidaridad a la familia de João Pedro, además de brindar su apoyo a los activistas brasileños.

## Investigación y desarrollos
La policía investiga posibles irregularidades en la acción, aunque afirma que los agentes respondieron a disparos realizados por delincuentes, quienes habrían utilizado la casa donde se encontraban los jóvenes para huir. El 2 de agosto de 2020, un informe del periódico Extra reveló que una serie de fallas en la investigación del caso comprometieron la pericia del mismo.

## Documental
2021: Las historias detrás del récord de muertes policiales en plena pandemia | Documental BBC